# Charter (film)
Charter är en svensk dramafilm från 2020. Filmen är regisserad av Amanda Kernell, som även skrivit manus. Filmen visade på Sundance-festivalen i januari 2020 där den fick positiva recensioner. Den nominerades till Nordiska rådets filmpris 2020 och utsågs till Sveriges bidrag till Oscar för bästa internationella långfilm inför Oscarsgalan 2021.
Filmen hade premiär i Sverige den 13 mars 2020, utgiven av Nordisk Film.

## Handling
Efter en skilsmässa befinner sig Alice mitt uppe i jobbig vårdnadstvist som hon tror hon är på väg att förlora. I desperation tar hon båda sina barn och beger sig med dem på charterresa till Teneriffa.

## Rollista (i urval)
- Ane Dahl Torp – Alice
- Sverrir Gudnason – Mattias
- Troy Lundkvist – Vincent
- Tintin Poggats Sarri – Elina
- Johan Bäckström – Simon
- Eva Melander – Margit
- Siw Erixon – Siv
- Caroline Söderström – Vincents lärare